# 阜阳“白宫”腐败群案

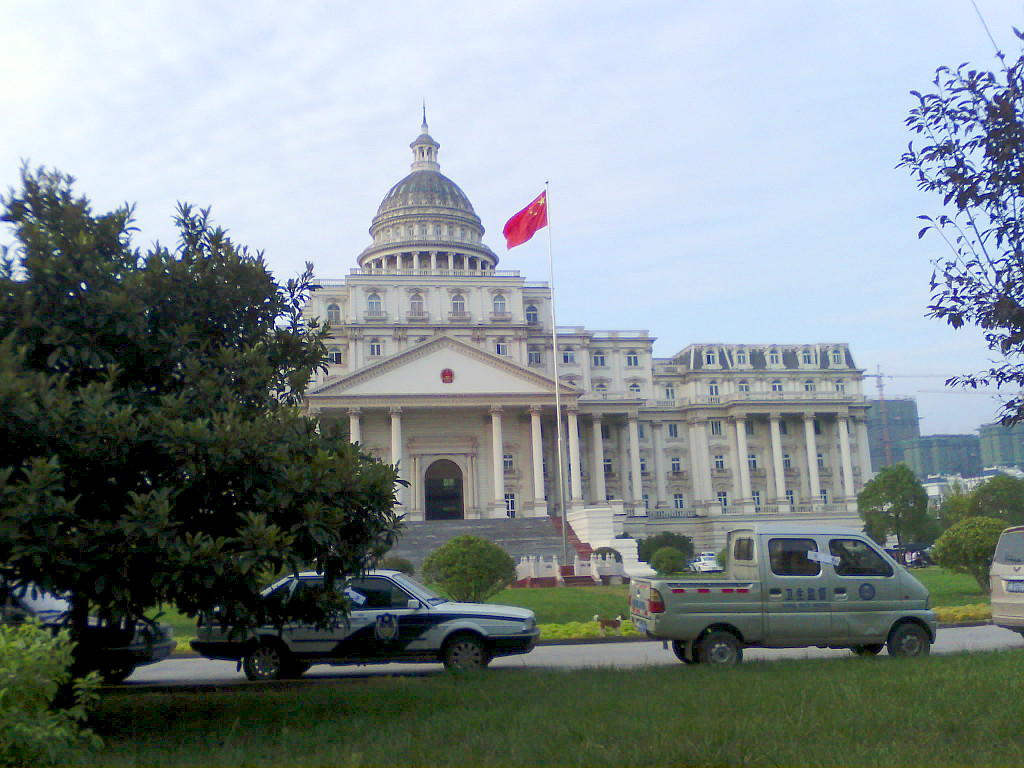
類似美國國會大廈的潁泉區政府大樓

阜阳“白宫”腐败群案，又称阜阳白宫案，是指2004年至2008年，发生在中华人民共和国安徽省阜阳市的一系列地方官员为主导，涉嫌贪污、行贿、腐败、陷害的恶性刑事案件。

## 案件相关人
- 张治安，本案被告，原阜阳市颍泉区区委书记，涉嫌报复陷害、受贿[1]。
- 汪成，本案被告，原阜阳市颍泉区检察院检察长，涉嫌报复陷害。被同案起诉[1]。
- 李国福，本案中的举报人，因其举报行为被逮捕，并在关押期间自杀身亡[2]。
- 张俊豪，本案中的举报人，李国福的女婿，因其举报行为被逮捕，后无罪释放[3]。
- 周文礼，本案相关人，原颍泉区国土分局局长，向张治安行贿3万元人民币[4]，后被免职[5]。
- 李炯，本案相关人，原颍泉区副区长，向张治安行贿4万元人民币[4]，后被免职[5]。
- 孙亚，本案相关人，原颍泉区委常委，向张治安行贿3万元人民币[4]，后被免职[5]。
- 王飞，本案相关人，原颍泉区闻集镇党委书记，向张治安行贿2万元人民币[4]，后被免职[5]。
- 张少鸿，本案相关人，原颍泉区财政局副局长，向张治安行贿1万元人民币[4]，后被免职[5]。
- 宁国梁，本案相关人，原颍泉区财政局局长，向张治安行贿1万元人民币[4]，后被免职[5]。
- 张明珍，本案相关人，原颍泉区卫生局局长，向张治安行贿1万元人民币[4]，后被免职[5]。
- 张文生，本案相关人，原颍泉区行流镇党委书记，向张治安行贿1.6万元人民币[4]，后被免职[5]。
- 史云龙，本案相关人，原颍泉区区委常委，向张治安行贿2万元人民币[4]，后被免职[5]。
- 王景堂，本案相关人，原颍泉区中市街道办事处副主任，向张治安行贿1万元人民币[4]，后被免职[5]。
- 赵玲，本案相关人，原颍泉区政协副主席，向张治安行贿1万元人民币[4]，后被免职[5]。
- 陈砚，本案相关人，原颍泉区总工会主席，向张治安行贿1.2万元人民币[4]，后被免职[5]。

## 案件背景

### 阜阳“白宫”
阜阳市国家级贫困区颍泉区政府办公楼耗资3000万元人民币，因其造价豪华，建筑风格与美国相近（后被误解为“白宫”），被当地民众及媒体称为“阜阳白宫”。
在阜阳市，张治安及其家族被认为能干且官场根基深厚。2004年，阜阳腐败群案判决，在关于原颍上县县委书记张华琪的行贿问题的判决书上，确认了张家4人参与行贿的事实。在对张华琪的庭审过程中，张治安行贿金额中有10万元被认定为索贿，张华琪在法庭上反驳：“请你们问问我的前任，也可以问问我的后任，在颍上，有哪一任县委书记敢向张家‘索贿’？”
举报人李国福原为张治安之父张家顺的朋友，与张治安私交甚笃。后因皖西北商贸城利益冲突，造成双方关系恶化。

### 举报人举报
- 2007年1月，《农村农业农民》杂志以“安徽贫困区建豪华办公楼，日本人来修小学危房”为题，对颍泉区豪华办公楼进行了报道[9]。

另外，李国福曾多次到北京举报张治安违法占用耕地、修建豪华办公楼“白宫”等问题，引发非议。阜阳市委秘书肖华把举报信私下截留并密送给张治安。。

### 举报人遭报复
- 2007年8月24日，在区委书记张治安、区检察长汪成授意下，颍泉区检察院反贪局负责人建议对李国福涉嫌贪污、挪用公款进行立案[1]。
- 2007年8月26日，张俊豪因岳父李国福举报阜阳“白宫”书记张治安被报复陷害，以涉嫌贪污罪、帮助毁灭证据罪、包庇罪三项罪名被阜阳市颍泉区人民检察院拘捕。在张治安的授意下，张俊豪在宾馆里被关押34天[3]。而李國福則因多次进京举报原阜阳市颍泉区区委书记张治安违法占用耕地、修建豪华办公楼“白宫”等问题於從京返回的当天被颍泉区检察院的工作人员带走，随后被拘留、逮捕。
- 2007年9月7日，李国福被错误决定逮捕。李国福向张治安写了“悔过书”，请求得到原谅，并放过其家人[1]。
- 2007年9月29日，颍泉区人民检察院以涉嫌贪污罪刑事拘留张俊豪[3]。
- 2007年11月13日，张俊豪被检方移送法院审查起诉，当即被退回补充侦查[3]。
- 2008年1月28日，颍泉区人民检察院向法院提起公诉，指控张俊豪犯贪污罪、帮助毁灭证据罪、包庇罪三项罪名，律师于孝兵依法作了无罪辩护，法院当庭没有宣判[3]。
- 2008年2月底，汪成在讨论是否对李国福提起公诉的检委会上谎称部分贪污事实经请示已得到市检察院认可[1]。
- 2008年3月4日，阜阳市颍泉区区检察院对李国福以贪污、受贿、伪造国家机关公文印章等罪提起公诉。张治安授意法院重判[1]。
- 2008年3月13日，李国福在关押期间自杀身亡[2]。其子在与案件主办人、颍泉区检察院反贪局局长郑涛争执中，在郑涛的公文包内发现了李国福写给张治安的一封亲笔信，信中恳求张治安“高抬贵手，放我一马，网开一面，我没齿难忘，终生报答”。后其子持信找到张治安，张治安把信扔到一边，反问“原件呢？”[12]
- 2008年3月13日，李國福被发现自缢于安徽省第一监狱的医院内，检察机关随后出具了“自缢身亡”的鉴定结果。
- 2008年5月14日，颍泉区人民法院开庭宣判：张俊豪犯贪污罪判处徒刑一年零六个月，包庇罪判六个月，合并执行一年零六个月[3]。
- 2008年8月12日，张治安已经案发被捕，阜阳市中级人民法院开庭审理此案，法庭上律师作无罪辩护。8月14日，阜阳市中级人民法院作出裁定：包庇罪不成立，贪污罪事实不清，证据不足，发回重审[3]。开庭时，得知张俊豪患了心脏病和前列腺炎，法院对其取保候审。
- 2008年11月24日，张俊豪要求该案异地审判，被指定由临泉县人民检察院办理[3]。

- 2009年4月1日，临泉县人民检察院作出决定：

经本院审查并经退回补充侦查，本院仍然认为颍泉区人民检察院认定的犯罪事实不清，证据不足，不符合起诉条件，依照《中华人民共和国刑事诉讼法》第一百四十条第四款的规定，决定对张俊豪不予起诉。

## 公安机关侦查过程
- 2008年6月，张治安被安徽省联合调查组带走，7月31日，张被逮捕[9]。

## 检察机关审查过程
- 2008年12月，芜湖市人民检察院侦查终结，由芜湖市弋江区人民检察院起诉，以涉嫌报复陷害罪将该案移送公诉部门审查起诉[9]。3月2日，因案情重大复杂，由芜湖市人民检察院继续侦查[13]。2009年3月13日，芜湖市人民检察院决定取保候审[13]。5月26日，安徽省人民检察院指定芜湖市检察院起诉[13]。2009年5月27日，因涉嫌受贿罪经芜湖市检察院决定逮捕[13]。
- 2009年6月25日，芜湖市人民检察院依法侦查终结，并向安徽省芜湖市中级人民法院提起公诉。原阜阳市颍泉区人民检察院检察长汪成也因涉嫌报复陷害同案被起诉[1]。

其审查确认以下事实：
- 张治安、汪成涉嫌报复陷害罪。其得知李国福举报后，组织人员编写《特大举报！！！》的举报信，网罗罪名，对李国福及其家人进行逮捕、拘禁，并造成李国福伤残、自杀。
- 张治安涉嫌受贿罪。1994年至2007年间，张治安先后收受索贿52次，共计351.7万元人民币和1万美元。并向他人出卖国土局长、财政局长、卫生局长、镇党委书记、区委常委、副区长等重要党政岗位。

## 法院审判
- 2010年2月8日，安徽省芜湖中级人民法院对张治安受贿、报复陷害案作出一审判决：判处张治安死刑，缓期二年执行，剥夺政治权利终身，并处没收个人全部财产；判处汪成有期徒刑6年。张治安对此判决十分不满，并声称上诉，“我要和他们拼了”[14]。
- 2010年3月31日，安徽省高级人民法院駁回了張治安的上訴[15]。

## 影响及评价
- 李国福死亡事件经《中国青年报》报道后，才引起安徽省政府官员的重视。在安徽省调查期间，《中国青年报》的报道遭到当地媒体的攻击，称其“妖魔化阜阳”[9]。
- 《现代快报》记者发现，张治安被逮捕公诉后，根据检察机关起诉内容显示，原买官行贿的十余名官员现仍在任上行使职权。其中包括阜阳市国土资源局颍泉分局局长周文礼、颍泉区副区长李炯、区委常委孙亚、区委常委史云龙、闻集镇党委书记王飞、颍泉区财政局局长宁国梁、副局长张少鸿、颍泉区卫生局局长张明珍、颍泉区行流镇党委书记张文生、颍泉区中市街道办事处副主任王景堂、颍泉区政协副主席赵玲、颍泉区总工会主席陈砚等人[13][4][16]。曝光次日，即2009年7月20日，阜阳市委召开常委会议，免去涉嫌为谋取职务，向张治安送钱的5名县处级干部、8名科级干部[5]。